# Motorola WDR-1-Bit Computer
Motorola WDR-1-Bit Computer (WDR-1-Bit Computer) је кућни рачунар фирме Motorola који је почео да се производи у САД током 1981. године.
Користио је Motorola MC-14500 микропроцесорску јединицу а RAM меморија рачунара је имала капацитет од 256 бајтова до неограничено.

## Детаљни подаци
Детаљнији подаци о рачунару WDR-1-Bit Computer су дати у табели испод.
|                       |                                                                      |
| [ 1 ]                 |                                                                      |
| Произвођач            |                                                                      |
| Тип                   | кућни рачунар                                                        |
| Меморија              | 256 бајтова до неограничено                                          |
| Поријекло             | Сједињене Америчке Државе                                            |
| Година                | 1981                                                                 |
| Тастатура             | 29 тастера са инструкцијама и октални тастери, Reset и clock тастери |
| Процесор              |                                                                      |
| Фреквенција процесора | од 0 до 1                                                            |
| RAM                   | 256 бајтова до неограничено                                          |
| ROM                   | непознато                                                            |
| Текст                 | LED показивач                                                        |
| Графика               |                                                                      |
| Боја                  |                                                                      |
| Звук                  | има                                                                  |
| Димензије             | 405 x 280 x 58 / 3,2                                                 |
| Портови               |                                                                      |
| Оперативни систем     |                                                                      |